# Il circo e la sua grande avventura
Il circo e la sua grande avventura (Circus World) è un film del 1964 diretto da Henry Hathaway e interpretato da John Wayne, Claudia Cardinale e Rita Hayworth.
La pellicola ottene un Golden Globe nel 1965.

## Trama
Matt Masters ha appena salvato un circo dalla bancarotta e contro tutto e tutti decide di partire per una grandiosa tournée in Europa. Il vero motivo è un altro: Matt vuole ritrovare la grande trapezista Lili Alfredo madre di Toni, stella del suo circo.

## Riconoscimenti
- Golden Globe 1965
  - migliore canzone originale